# Catecholamine

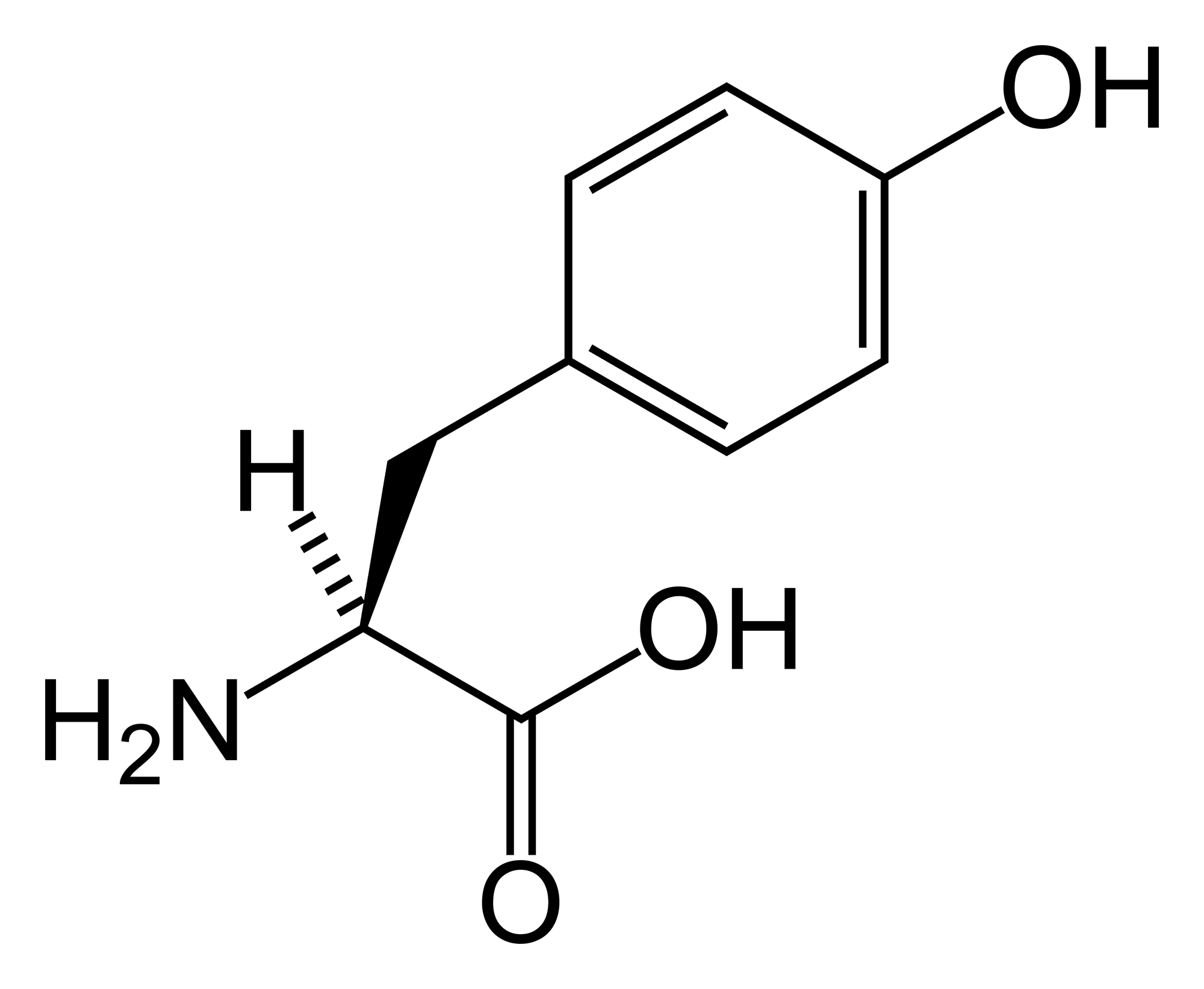
tyrosine

adrenaline

Noradrenaline

dopamine

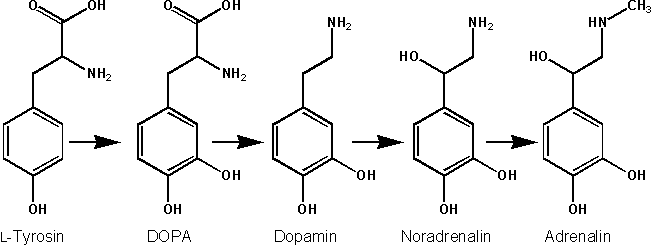
Synthese

Catecholamines zijn chemische verbindingen afgeleid van het aminozuur tyrosine. Sommige catecholamines zijn biogene amines. Catecholamines zijn in water oplosbaar en zijn voor 50% gebonden aan bloedplasma-eiwitten, bevinden zich dus in de bloedbaan. De meest voorkomende catecholamines zijn adrenaline, noradrenaline en dopamine. Catecholamines worden als hormonen uitgescheiden door de bijnieren bij angst of bij hypoglykemie.

## Aanmaak
Catecholamines worden voornamelijk gemaakt in de chromaffiene cellen in de bijniermerg en de postganglionaire vezels van het orthosympathische zenuwstelsel. De neurotransmitter dopamine wordt voornamelijk aangemaakt in de zenuwcellichamen in de hersenstam; in de substantia nigra en de area tegmentalis ventralis.

## Functie
Twee catecholamines, noradrenaline en dopamine werken als neurotransmitters in het centrale zenuwstelsel en als hormonen in de bloedsomloop. Het catecholamine adrenaline is voornamelijk een neurotransmitter in het perifere (ortho)sympathische zenuwstelsel maar wordt ook gevonden in het bloed.
Hoge catecholaminewaarden in het bloed kunnen duiden op stress. Stress kan veroorzaakt worden door psychische stressoren, lichamelijke stressoren zoals ziekte of trauma of door fysieke stressoren zoals hard geluid, fel licht of hypoglykemie.
Extreem hoge catecholaminewaarden kunnen na trauma in het centrale zenuwstelsel voorkomen door stimulatie en/of schade aan de hersenstamkernen, in het bijzonder de kernen die in verband staan met het orthosympathische zenuwstelsel. In spoedeisende geneeskunde is dit fenomeen bekend als catecholaminedump.

### Effecten
Catecholamines brengen bepaalde algemene fysiologische veranderingen teweeg die het lichaam voor fysieke activiteit gereedmaken (vecht- of vluchtreactie). Typische effecten zijn een verhoging van de hartslag, bloeddruk, bloedsuikerspiegel en een stimulans voor het orthosympathische zenuwstelsel. Sommige geneesmiddelen, zoals tolcapone (een catechol-O-methyltransferase-remmer) verhogen het catecholaminegehalte.

## Structuur
Catecholamines hebben de opvallende structuur van een benzeenring met twee hydroxylgroepen, een tussenliggende ethylketen en een aminegroep op het einde.

## Afbraak
Catecholamines hebben een halfwaardetijd van een paar minuten in de bloedbaan. Enzymen zoals het monoamino-oxidase (MAO) en het catecholamine-O-methyltransferase (COMT) zijn de belangrijkste mediatoren bij de afbraak van catecholamines.